# Antonivka, Bratske
Antonivka (în ucraineană Антонівка) este un sat în comuna Hrîhorivka din raionul Bratske, regiunea Mîkolaiiv, Ucraina.

## Demografie
Componența lingvistică a localității Antonivka
     Ucraineană (89,52%)
     Rusă (5,24%)
     Română (5,24%)
Conform recensământului din 2001, majoritatea populației localității Antonivka era vorbitoare de ucraineană (89,52%), existând în minoritate și vorbitori de rusă (5,24%) și română (5,24%).